# Seuil d'ignition (fusion nucléaire)
On parle du seuil d'ignition d'une réaction nucléaire lorsque celle-ci franchit le point auquel elle se suffit à elle-même.
Avant d'avoir atteint celui-ci, la réaction a besoin d'un apport d'énergie constant afin de pouvoir continuer. Un processus qui nécessite le franchissement de ce seuil est la formation d'étoiles : ces dernières se forment lorsque du gaz hydrogène est compressé et chauffé jusqu'à ce que le seuil d'ignition soit atteint, et sont ensuite alimentées par l'énergie que produit la fusion en cours.
La notion de seuil d'ignition est utilisée pour qualifier les expériences militaires de fusion nucléaire, mais elle ne constitue pas un critère suffisant de limitations à imposer aux explosions nucléaires.
Le Tokamak Supraconducteur de Hefei en Chine a récemment[Quand ?] stabilisé un plasma durant 1066 secondes, ce qui correspond à une prouesse majeure dans l’atteinte de ce seuil d’ignition[réf. nécessaire].